# Taller mecánico
Taller mecánico va ser una sèrie de televisió de 20 episodis, emesa entre el 18 de setembre de 1991 i l'11 de març de 1992 per Televisió Espanyola. S'enquadra en el gènere de la comèdia de situació.

## Argument
La sèrie narra la vida quotidiana i les desventures d'una família de classe mitjana, formada pels pares (interpretats per Antonio Ozores i María Silva), dos fills i la minyona (Florinda Chico). La seva vida gira entorn del negoci familiar: Taller Mecánico S.A., de reparació d'automòbils i motos.

## Repartiment
- Antonio Ozores – Juan
- María Silva – Consuelo
- Florinda Chico – Angustias
- Juan Carlos Martín – Rufo
- Leticia Sabater
- Alfonso del Real
- Ramón Lillo

## Fitxa tècnica
- Realització, Guió: Mariano Ozores
- Producció: Ramón Salgado
- Fotografia: Francisco Madurga
- Música: Gregorio García Segura

## Premis
Antonio Ozores va obtenir un premi TP d'Or per la seva interpretació del protagonista de la sèrie.

## Audiència
La sèrie va arribar a aconseguir els 5.659.000 espectadors i un 35,2% de quota de pantalla.